# Thomas Silva
Pour les articles homonymes, voir Silva.
Guillermo Thomas Silva, né le 30 décembre 2001 à Maldonado, est un coureur cycliste uruguayen.

## Biographie

### Origines et enfance
Guillermo Thomas Silva Coussan est né à Maldonado, une localité située en Uruguay. Il est probablement issu d'une famille aux origines portugaises et françaises. Son premier patronyme provient en effet de l'Ouest de la péninsule ibérique, tandis que le second (Coussan) est majoritairement porté dans les Hautes-Pyrénées,,. 
Il grandit dans un milieu intimement lié au monde du vélo. Son grand-père Carlos Coussan, dirigeant d'un club local, est lui-même un ancien coureur cycliste, tout comme ses grands-oncles Niver et Leonel Coussan. Il pratique le cyclisme depuis l'âge de cinq ans, malgré un court intermède dans le football.

### Carrière amateur
En 2019, il devient double champion d'Uruguay juniors (moins de 19 ans), dans la course en ligne et le contre-la-montre. Il est repéré durant ces championnats par un manager espagnol, qui l'invite à rejoindre un club ibérique. Pour ses débuts en Europe, il obtient une victoire au mois de juin à Villalón de Campos et diverses places d'honneur dans des courses par étapes. Ses bons résultats lui permettent d'être sélectionné pour les championnats du monde juniors, dans le Yorkshire. Seul représentant uruguayen, il se classe 37e de la course en ligne et 57e du contre-la-montre.
En janvier 2020, il s'impose pour la seconde année consécutive sur la Vuelta Ciclista de la Juventud, réservé aux coureurs de moins de vingt ans. Il revient ensuite en Espagne en 2021 au sein de l'équipe Previley-Coforma. Décrit comme un coureur complet, il remporte une étape du Tour de Salamanque et termine notamment deuxième du Circuito Guadiana, manche de la Coupe d'Espagne amateurs. 
Lors de la saison 2022, il est sacré champion d'Uruguay sur route dans la catégorie élite et espoir. Il s'impose par ailleurs à trois reprises en Europe. Après ses performances, il intègre la réserve de l'équipe Caja Rural-Seguros RGA en 2023. Double champion d'Uruguay espoirs, il s'illustre également sur le territoire espagnol en étant l'un des meilleurs cyclistes amateurs du pays. Sa régularité lui permet de s'adjuger le classement final de la Coupe d'Espagne amateurs. 

### Carrière professionnelle
Thomas Silva passe finalement professionnel en 2024 au sein de la formation Caja Rural-Seguros RGA, qui l'engage pour une durée de deux ans. Au mois de janvier, il se classe troisième du championnat d'Uruguay du contre-la-montre. Il participe ensuite au Grand Prix La Marseillaise, puis au Tour de la Communauté valencienne. Lors de cette dernière épreuve, il se fait remarquer en prenant part à une échappée de six coureurs durant la troisième étape. Bien que repris par le peloton, il s'accroche et parvient à rallier l'arrivée à la huitième place, après un sprint perturbé par une chute.

## Palmarès
| - 2018 - 1re épreuve du Campeonato Invierno de Montevideo - 3e du Campeonato Invierno de Montevideo - 2019 - Champion d'Uruguay sur route juniors - Champion d'Uruguay du contre-la-montre juniors - Vuelta Ciclista de la Juventud - 3e du Tour de Pampelune - 2020 - Vuelta Ciclista de la Juventud - 2021 - 1re étape du Tour de Salamanque - 2e du Circuito Guadiana - 2022 - Champion d'Uruguay sur route - Circuit de Curia - 3e étape du Tour de Salamanque - Vuelta Hispania - 2e de la Coupe d'Espagne amateurs - 2023 - Champion d'Uruguay sur route espoirs - Champion d'Uruguay du contre-la-montre espoirs - Coupe d'Espagne amateurs - 2e étape du Tour d'Estrémadure - 3e étape du Tour de Navarre - 1re étape du Tour de Madrid espoirs (contre-la-montre par équipes) - Prueba Alsasua - 2e de la Santikutz Klasika - 2e du Mémorial Pascual Momparler - 2e du Tour de Cantabrie - 3e du Trophée Guerrita - 3e du Xanisteban Saria - 3e du San Bartolomé Sari Nagusia - 3e du San Bartolomé Saria | - 2024 - 1re étape du Tour de l'Alentejo - 2e du Tour du lac Qinghai - 2e du Grand Prix de l'industrie et de l'artisanat de Larciano - 3e du championnat d'Uruguay du contre-la-montre - 2025 - Champion d'Uruguay sur route - 1re étape du Grand Prix Beiras et Serra da Estrela - 2e étape du Tour du lac Qinghai - 2e du championnat d'Uruguay du contre-la-montre - 2e du Tour du lac Qinghai |  |

## Classements mondiaux
| Année                                 | 2023 | 2024 |
| ------------------------------------- | ---- | ---- |
| Classement mondial                    | 869e | 150e |
| UCI America Tour                      | 95e  | 18e  |
|                                       |      |      |
| Légende : nc = non classéSource : UCI |      |      |